# Эсла
Э́сла (исп. Río Esla) — река на северо-западе Испании, правый приток Дуэро. Берёт начало в Кантабрийских горах на южных склонах. Наиболее полноводна с ноября по май. Вблизи устья создано водохранилище, воды которого используются для выработки электроэнергии и орошения.

## Притоки
- Сеа (река)